# Fallas de Paiporta
Las Fallas de Paiporta (en valenciano Falles de Paiporta), son las fiestas que en honor a San José se celebran en el municipio valenciano de Paiporta (España), concretamente durante el mes de marzo, desde el día 1 de marzo hasta concluir el día 19 de marzo (festividad del santo).

## Historia
El origen de las fallas de Paiporta se remonta a mediados del siglo XX, cuando de forma esporádica se planta y queman fallas en algunos barrios del pueblo. No obstante, este ímpetu no perduró en el tiempo y es en el año 1973, cuando la primera falla del pueblo se creó bajo el nombre de 'Mestre Serrano-Sant Francesc i adjacents', importando la fiesta desde la ciudad de Valencia. Esta fiesta se expandió rápidamente por la ciudad, ya que solo un año después (1974), se crearían dos fallas más: Las fallas 'Verge dels Desamparats-Dr.Fleming' y 'Plaza de Cervantes'. En 1975 se crearía otra nueva falla, 'Sant Antoni i adjacents'. Después de este arranque de la fiesta en la localidad (se crearon cuatro fallas en tan solo dos años), se tuvo que esperar cuatro años más (1979) para ver una nueva asociación fallera, llamada 'Francesc Ciscar-Plaza l'Esglesia', que surgió tras separarse de la falla 'Verge dels Desemparats-Dr.Fleming', fundadas por Francisco Tarazona Casany (El Blanco). En 2015, concretamente el 28 de enero la falla Jaume I fue reconocida como falla de nueva creación para el ejercicio fallero 2014/2015.

## Junta Local
La Junta Local Fallera de Paiporta, fue fundada el 27 de enero de 1975 tras la aparición de varias comisiones en la localidad.  De momento, pueden presumir de poseer las figuras de sus Falleras Mayores y sus respectivas Cortes de Honor.  Aparte de estas "reinas" de las fiestas, la Junta Local está formada por un Presidente Ejecutivo, un vicepresidente por cada comisión fallera, y sus delegados. Se reanuda Junta Local bajo la presidencia de Abdón Mesado que en su tercer y último año toma las riendas de la Intercomarcal Fallera de l'Horta Sud (2011). En el año 2012 fue elegido presidente D. Jesús Cusi ostentando el cargo durante dos ejercicios falleros. En 2013 fue elegido D. Andrés Sánchez Sánchez como presidente, ostentando nuevamente este cargo para el ejercicio fallero 2014 - 2015.

## Fiestas
En lo que a la fiesta se refiere, las fallas de Paiporta son prácticamente idénticas a las de su hermana mayor, las fallas de Valencia, celebrándose también ofrendas a la Virgen de los Desamparados, pasacalles, cabalgatas, mascletás, fuegos artificiales y, por supuesto la plantá y la cremá de la falla. Estas fiestas comienzan el día 1 de marzo, y concluyen el día 19 de marzo, día de San José, siendo festivo este último, aunque los días más intensos se viven entre el 15 y el 19 de marzo.

## Premios
Al igual que en la ciudad de Valencia, en Paiporta, la Junta Local Fallera y la Junta Central Fallera de Valencia, también reparten premios a las comisiones falleras participantes en la junta local por su trabajo hecho durante el año.

## Palmarés

### Monumentos Grandes
- 1974- Maestro Serrano San Francisco
- 1975-Plaza de Cervantes
- 1976-Plaza de Cervantes
- 1977-Virgen de los Desamparados Dr. Fleming
- 1978-Plaza de Cervantes
- 1979-Plaza de Cervantes
- 1980-Maestro Serrano San Francisco
- 1981-Virgen de los Desamparadors Dr. Fleming
- 1982-Virgen de los Desamparados Dr. Fleming
- 1983-San Antonio y Adyacentes
- 1984-Plaza de Cervantes
- 1985-Maestro Serrano San Francisco
- 1986-Plaza de Cervantes
- 1987-Plaza de Cervantes
- 1988-Plaza de Cervantes
- 1989-Maestro Serrano San Francisco
- 1990-Maestro Serrano San Francisco
- 1991-Maestro Serrano San Francisco
- 1992-Maestro Serrano San Francisco
- 1993-Maestro Serrano San Francisco
- 1994-Maestro Serrano San Francisco
- 1995-Plaza de Cervantes
- 1996-Plaza de Cervantes
- 1997-Plaza de Cervantes
- 1998-Maestro Serrano San Francisco
- 1999-Plaza de Cervantes
- 2000-Plaza de Cervantes
- 2001-Plaza de Cervantes
- 2002-Maestro Serrano San Francisco
- 2003-Maestro Serrano San Francisco
- 2004-Plaza de Cervantes
- 2005-Maestro Serrano San Francisco
- 2006-Plaza de Cervantes
- 2007-Maestro Serrano San Francisco
- 2008-Plaza de Cervantes
- 2009-San Antonio y Adyacentes
- 2010-Plaza de Cervantes
- 2011-Maestro Serrano San Francisco
- 2012-Plaza de Cervantes
- 2013-Plaza de Cervantes
- 2014 -Plaza de Cervantes
- 2015-San Antonio y Adyacentes
- 2016 -Plaza de Cervantes
- 2017 -Maestro Serrano San Francisco
- 2018 -Maestro Serrano San Francisco
- 2019 -Plaza de Cervantes
- 2020-2022 -Plaza de Cervantes
- 2023 -Virgen de los Desamparadors Dr. Fleming
- 2024 -Virgen de los Desamparados Dr. Fleming

### Clasificacíon Primeros Premios
| Falla                                     | NºPremios |
| ----------------------------------------- | --------- |
| Plaza de Cervantes                        | 24        |
| Maestro Serrano San Francisco             | 17        |
| Virgen de los Desmparados Dr. Fleming     | 5         |
| San Antonio y Adyacentes                  | 3         |
| Avenida Francisco Ciscar Plaza la Iglesia | 0         |
| Jaume I                                   | 0         |

### Monumentos Infantiles (listado incompleto)
- 1979- Plaza de Cervantes
- 1980- Plaza de Cervantes
- 1983- Plaza de Cervantes
- 1995- Maestro Serrano San Francisco
- 1997 - Maestro Serrano San Francisco
- 1998- San Antonio y Adyacentes
- 1999- Plaza de Cervantes
- 2000-Virgen de los Desmaparados Dr. Fleming
- 2001- Virgen de los Desmaparados Dr. Fleming
- 2002- Maestro Serrano San Francisco
- 2003- Plaza de Cervantes
- 2004- Maestro Serrano San Francisco
- 2005- Plaza de Cervantes
- 2006- Maestro Serrano San Francisco
- 2007-  Virgen de los Desmaparados Dr. Fleming
- 2008- Maestro Serrano San Francisco
- 2009- Virgen de los Desamaparados Dr. Fleming
- 2010- Maestro Serrano San Francisco
- 2011- San Antonio y Adyacentes
- 2012- San Antonio y Adyacentes
- 2013- San Antonio y Adyacentes
- 2014  - Virgen de los Desamparados Dr. Fleming
- 2015- Maestro Serrano San Francisco
- 2016- Maestro Serrano San Francisco
- 2017 -San Antonio y Adyacentes
- 2018-San Antonio y Adyacentes
- 2019-Maestro Serrano San Francisco
- 2020-2022-Maestro Serrano San Francisco
- 2023-Av. Francesc Ciscar -  Plaça l’Esglèsia
- 2024-Maestro Serrano San Francisco

### Ninot Indultat
- 2009 - Plaza de Cervantes
- 2010 - San Antonio y Adyacentes
- 2011 - San Antonio y Adyacentes
- 2012 - Maestro Serrano San Francisco
- 2013 - Maestro Serrano San Francisco
- 2014  - Maestro Serrano San Francisco
- 2015  - Virgen de los Desamparados Dr.Fleming
- 2016 -Plaza de Cervantes
- 2017 - Maestro Serrano San Francisco
- 2018 - Maestro Serrano San Francisco
- 2019 - Jaume I
- 2020-2022 -Plaza de Cervantes
- 2023 - Plaza de Cervantes
- 2024 - Virgen de los Desamparados Dr.Fleming

### Ingeni i Gràcia
- 2009- Plaza de Cervantes
- 2010- San Antonio y Adyacentes
- 2011- Plaza de Cervantes
- 2012- San Antonio y Adyacentes
- 2013- Maestro Serrano San Francisco
- 2015- Plaza de Cervantes
- 2016- Plaza de Cervantes
- 2017 - Jaume I
- 2018 - Maestro Serrano San Francisco
- 2019 - Maestro Serrano San Francisco
- 2020-2022 -Plaza de Cervantes
- 2023- Plaza de Cervantes
- 2024- Plaza de Cervantes

### Ninot Indultat Infantil
- 2008- San Antonio y Adyacentes
- 2009- San Antonio y Adyacentes
- 2010- San Antonio y Adyacentes
- 2011- Mestre Serrano San Francisco
- 2012- Virgen de los Desamparados Dr. Fleming
- 2013- Av. Francesc Ciscar - Plaça l’Esglèsia
- 2014 - Maestro Serrano San Francisco
- 2015 - Maestro Serrano San Francisco
- 2016 - Maestro Serrano San Francisco
- 2017 - San Antonio y Adyacentes
- 2018 - San Antonio y Adyacentes
- 2019 - Maestro Serrano San Francisco
- 2020-2022 -Maestro Serrano San Francisco
- 2023 - Maestro Serrano San Francisco
- 2024 -Av. Francesc Ciscar - Plaça l’Esglèsia

### Ingeni i Gracia infantil
- 2009- Plaza de Cervantes
- 2011- San Antonio y Adyacentes
- 2012- San Antonio y Adyacentes
- 2013- Virgen de los Desamparados Dr. Fleming
- 2014- Plaza de Cervantes
- 2015- Virgen de los Desamparados Dr. Fleming
- 2016- Plaza de Cervantes
- 2017- San Antonio y Adyacentes
- 2018- San Antonio y Adyacentes
- 2019- Maestro Serrano San Francisco
- 2020-2022- Plaza de Cervantes
- 2023- Jaume I
- 2024- Plaza de Cervantes

### Cabalgata del Ninot
- 1978- Plaza de Cervantes
- 1979- Plaza de Cervantes
- 1980- Plaza de Cervantes
- 1983- Plaza de Cervantes
- 1999- Plaza de Cervantes
- 2001- Plaza de Cervantes
- 2005- San Antonio y Adyacentes
- 2006- San Antonio y Adyacentes
- 2007- Maestro serrano San Francisco
- 2008- San Antonio y Adyacentes
- 2009- Plaza de Cervantes
- 2010- San Antonio y Adyacentes
- 2011- Plaza de Cervantes
- 2012- San Antonio y Adyacentes
- 2013- Plaza de Cervantes
- 2014- Plaza de Cervantes
- 2015- Maestro serrano San Francisco
- 2016- Avinguda Francesc-Ciscar-Plaça

L'Esglèsia
- 2017 - Avinguda Francesc-Ciscar-Plaça L'Esglèsia
- 2018- Plaza de Cervantes
- 2019- Plaza de Cervantes
- 2020-2022 - Virgen de los Desamparados Dr. Fleming
- 2023- Plaza de Cervantes
- 2024- Plaza de Cervantes

### Comparsa Cabalgata del Ninot
- 1999- Plaza de Cervantes
- 2007- San Antonio y Adyacentes
- 2008- Maestro Serrano San Francisco
- 2009- Avenida Francisco Ciscar Plaza la Iglesia
- 2010- San Antonio y Adyacentes
- 2011- San Antonio y Adyacentes
- 2012- Plaza de Cervantes
- 2013- Virgen de los Desamparados Dr. Fleming
- 2014  - Virgen de los Desamparados Dr. Fleming
- 2015- Maestro serrano San Francisco
- 2016- San Antonio y Adyacentes
- 2017- Virgen de los Desamparados Dr. Fleming
- 2018- Virgen de los Desamparados Dr. Fleming
- 2019- Virgen de los Desamparados Dr. Fleming
- 2020-2022- Maestro Serrano San Francisco
- 2023 - Virgen de los Desamparados Dr. Fleming
- 2024- Plaza de Cervantes

### Crítica Cabalgata del Ninot
- 2023- Plaza de Cervantes
- 2024- San Antonio y Adyacentes

### Figura Cabalgata del Ninot
- 1999- Plaza de Cervantes
- 2001- Plaza de Cervantes
- 2002- Plaza de Cervantes
- 2005- Virgen de los Desamparados Dr. Fleming
- 2006- Plaza de Cervantes
- 2007- Plaza de Cervantes
- 2008- San Antonio y Adyacentes
- 2009- San Antonio y Adyacentes
- 2010- San Antonio y Adyacentes
- 2011- San Antonio y Adyacentes
- 2012- Avenida Francisco Ciscar Plaza la Iglesia
- 2013- Virgen de los Desamparados Dr. Fleming
- 2014  - Plaza de Cervantes
- 2015- Avenida Francisco Ciscar Plaza la Iglesia
- 2016- San Antonio y Adyacentes
- 2017- Avenida Francisco Ciscar Plaza la Iglesia
- 2018- San Antonio y Adyacentes

- 2019- Maestro Serrano San Francisco
- 2020-2022- Jaume I
- 2023- San Antonio y Adyacentes
- 2024- Virgen de los Desamparados Dr. Fleming

### Carroza Cabalgata del Ninot
- 1998- Maestro Serrano San Francisco
- 1999- Plaza de Cervantes
- 2000- Maestro Serrano San Francisco
- 2001- Plaza de Cervantes
- 2002- Virgen de los Desamparados Dr. Fleming
- 2003- Virgen de los Desamparados Dr. Fleming
- 2004- Virgen de los Desamparados Dr. Fleming
- 2005- Virgen de los Desamparados Dr. Fleming
- 2006- Maestro Serrano San Francisco
- 2007- Virgen de los Desamparados DR. Fleming
- 2008- Virgen de los Desamparados Dr. Fleming
- 2009- Maestro Serrano San Francisco
- 2010- Virgen de los Desamparados Dr. Fleming
- 2011- Maestro Serrano San Francisco
- 2012- Virgen de los Desamparados Dr. Fleming
- 2013- Plaza de Cervantes
- 2014- Maestro Serrano San Francisco
- 2015- Virgen de los Desamparados Dr. Fleming
- 2016- Maestro Serrano San Francisco
- 2017- San Antonio i Adyacentes
- 2018- Virgen de los Desamparados

Dr.Fleming
- 2019- Plaza de Cervantes
- 2020-2022 - Virgen de los Desamparados Dr. Fleming
- 2023 - Virgen de los Desamparados Dr. Fleming
- 2024- Plaza de Cervantes

### Concurso de Belenes
- 2008–09- Virgen de los Desamparados Dr. Fleming
- 2009–10- Virgen de los Desamparados Dr. Fleming
- 2010–11- Virgen de los Desamparados Dr. Fleming
- 2011–12- Avenida Francisco Ciscar Plaza la Iglesia
- 2012-13  - Virgen de los Desamparados Dr. Fleming
- 2013-14  - Virgen de los Desamparados Dr. Fleming

[... ]
- 2018-19  -  Plaza de Cervantes
- 2019-20-22 - Plaza de Cervantes
- 2022-23 - Avinguda Francesc Ciscar-Plaça L'Esglèsia
- 2023-24 - Avinguda Francesc Ciscar-Plaça L'Esglèsia

### Memorial Francisco Calvo Chiva a la mejor portada de llibret
- 2004- Virgen de los Desamparados Dr. Fleming
- 2005- Maestro Serrano San Francisco
- 2006- San Antonio y Adyacentes
- 2007- Avenida Francisco Ciscar Plaza la Iglesia
- 2008- Virgen de los Desamparados Dr. Fleming
- 2009- Virgen de los Desamparados Dr. Fleming
- 2010- Virgen de los Desamparados Dr. Fleming
- 2011- Plaza de Cervantes
- 2012- Maestro Serrano San Francisco
- 2013- Maestro Serrano San Francisco
- 2014- Virgen de los Desamparados Dr. Fleming
- 2015- Virgen de los Desamparados Dr. Fleming
- 2016- Virgen de los Desamparados Dr. Fleming
- 2017- Virgen de los Desamparados Dr. Fleming
- 2018- Maestro Serrano San Francisco
- 2019- Virgen de los Desamparados Dr. Fleming
- 2020-2022- Maestro Serrano San Francisco
- 2023- Av. Francesc Ciscar - Plaça de l’Esglèsia
- 2024- Virgen de los Desamparados Dr. Fleming

### Mejor Llibret
- 2011- Plaza de Cervantes
- 2012- Plaza de Cervantes
- 2013- Plaza de Cervantes
- 2014- Plaza de Cervantes
- 2015- Plaza de Cervantes
- 2016- Plaza de Cervantes
- 2017- Plaza de Cervantes
- 2018- Plaza de Cervantes
- 2019- Plaza de Cervantes
- 2020-2022- Plaza de Cervantes
- 2023- Plaza de Cervantes
- 2024- San Antonio y Adyacentes

### Playbacks Individual
- 2010–11- Avenida Francisco Ciscar Plaza la Iglesia
- 2011–12- San Antonio y Adyacentes
- 2012–13- San Antonio y Adyacentes
- 2013–14- Virgen de los Desamparados Doctor Fleming

### Playbaks Grupal
- 2010–11- San Antonio y Adyacentes
- 2011–12- San Antonio y Adyacentes
- 2012–13- San Antonio y Adyacentes
- 2013–14- Avenida Francisco Ciscar - Plaza la Iglesia
- 2014–15 Maestro serrano San Francisco

### Campeonato Truc
- 2008–09- Plaza de Cervantes
- 2010–11- Plaza de Cervantes
- 2011–12- Plaza de Cervantes
- 2012–13- Plaza de Cervantes
- 2013-14  - Avenida Francisco Císcar plaza la Iglesia
- 2021-22  - Jaume I
- 2022-2023 - Plaza de Cervantes
- 2023-2024 - Plaza de Cervantes

### Campeonato Cinquet
- 2010–11- Plaza de Cervantes
- 2011–12- Virgen de los Desamparados Dr. Fleming
- 2012–13- Plaza de Cervantes
- 2013-14  - Virgen de los Desamparados Dr. Fleming
- 2022-23 - Jaume I

### Campeonato Parchís
- 2011–12- Virgen de los Desamparados Dr. Fleming
- 2012–13- San Antonio y Adyacentes
- 2013-14  - Maestro Serrano San Francisco
- 2014-15  - Maestro Serrano San Francisco

### Campeonato Futbito
- 2010–11- Plaza de Cervantes
- 2011–12- San Antonio y Adyacentes
- 2012–13- Plaza de Cervantes
- 2013-14  - Plaza de Cervantes
- 2023–24- Jaume I